# Helene Fauske
Helene Gigstad Fauske (* 31. Januar 1997 in Bærum) ist eine norwegische Handballspielerin.

## Karriere
Helene Fauske spielte anfangs in ihrer Geburtsstadt für Stabæk Håndball, für dessen ersten Mannschaft sie erstmals in der Saison 2013/14 in der höchsten norwegischen Spielklasse auflief. Im Sommer 2017 wechselte die Rückraumspielerin zum dänischen Erstligisten FC Midtjylland Håndbold. In ihrer ersten Saison erzielte sie insgesamt 29 Treffer für den FCM in der EHF Champions League. Anschließend benannte sich der Verein in Herning-Ikast Håndbold um. 2019 gewann sie mit Herning-Ikast den dänischen Pokal. Ab der Saison 2021/22 stand sie beim französischen Erstligisten Brest Bretagne Handball unter Vertrag. Im Sommer 2023 wechselte sie zum Ligakonkurrenten les Neptunes de Nantes. Im Sommer 2024 schloss sie sich dem dänischen Erstligisten Odense Håndbold an. Mit Odense Håndbold gewann sie 2025 die dänische Meisterschaft.
Fauske lief anfangs für die norwegische Jugend- sowie Juniorinnennationalmannschaft auf. Mit diesen Auswahlmannschaften nahm sie an der U-17-Europameisterschaft 2013, an der U-19-Europameisterschaft 2015 und an der U-20-Weltmeisterschaft 2016 teil. Am 15. Juni 2017 gab sie ihr Debüt für die norwegische Nationalmannschaft. Fauske gewann die Silbermedaille bei der Weltmeisterschaft 2017 in Deutschland. Vor dem Finale wurde sie aus dem norwegischen WM-Aufgebot gestrichen und durch Silje Solberg ersetzt.